# Rheumaptera thulearia
Rheumaptera thulearia là một loài bướm đêm trong họ Geometridae.